# Macroderes greeni
Macroderes greeni là một loài bọ cánh cứng trong họ Bọ hung (Scarabaeidae).